# Kustosz Ziemi Świętej
Kustosz Ziemi Świętej (łac. custos - stróż) – najwyższy przełożony franciszkańskiej Kustodii zajmującej się opieką nad miejscami świętymi Ziemi Świętej z ramienia Kościoła Katolickiego.
Wybierany na okres sześciu lat przez zakonników należących do Kustodii jest każdorazowo zatwierdzany przez Stolicę Apostolską. Jak do tej pory kustosze byli zawsze Włochami (2025). Obecnie Kustoszem Ziemi Świętej jest  ojciec Francesco Ielpo OFM.